# 捷克布杰约维采车站
捷克布杰约维采车站（捷克語：České Budějovice nádraží）是捷克城市捷克布杰约维采的主要鐵路車站，啟用於1868年，現今的車站大樓於1908年完工，建築採用新文藝復興風格。